# Cyclassics Hamburg
Cyclassics Hamburg is een moderne wielerklassieker die sinds 1996 jaarlijks in augustus in en rond de stad Hamburg verreden wordt. De koers wordt beschouwd als de belangrijkste eendagswielerwedstrijd van Duitsland.
De oorspronkelijke naam van de wedstrijd was HEW Cyclassics, naar haar voormalige sponsor HEW, een energiemaatschappij uit Hamburg. HEW werd in 2006 overgenomen door het Zweedse Vattenfall, waarna de naam van de koers werd gewijzigd in Vattenfall Cyclassics. Van 2016 tot 2021 heette de wedstrijd EuroEyes Cyclassics en werd in 2022 hernoemd naar BEMER Cyclassics, in 2025 werd de naam gewijzigd naar ADAC Cyclassics.
De wielerwedstrijd was aanvankelijk van weinig belang, tot hij in 1998 werd opgenomen in de Wereldbeker. De koers maakte vanaf 2005 deel uit van de UCI ProTour en sinds 2011 behoort hij tot de UCI World Tour. Omdat de wedstrijd pas sinds 1996 bestaat, verdient hij volgens sommigen de kwalificatie klassieker niet.
De Cyclassics Hamburg kent weinig noemenswaardige hindernissen. Enkel de Waseberg in Blankenese, die enkele malen beklommen moet worden, zorgt soms voor enige afscheiding. Meestal eindigt de koers dan ook in een massasprint. De Italiaanse sprintspecialist Elia Viviani is de enige renner, die erin slaagde om deze wedstrijd driemaal te winnen.

## Erelijst

### Meervoudige winnaars
| Overwinningen | Renner       | Land             | Jaren            |
| ------------- | ------------ | ---------------- | ---------------- |
| 3             | Elia Viviani | Italië           | 2017, 2018, 2019 |
| 2             | Tyler Farrar | Verenigde Staten | 2009, 2010       |

### Overwinningen per land
| Overwinningen | Land                                                       |
| ------------- | ---------------------------------------------------------- |
| 9             | Italië                                                     |
| 4             | Duitsland                                                  |
| 3             | Australië                                                  |
| 2             | Nederland, Noorwegen, Verenigde Staten                     |
| 1             | België, Denemarken, Frankrijk, Ierland, Oostenrijk, Spanje |

1996 · 
1997 · 
1998 · 
1999 · 
2000 · 
2001 · 
2002 · 
2003 · 
2004 · 
2005 · 
2006 · 
2007 · 
2008 · 
2009 · 
2010 · 
2011 · 
2012 ·
2013 · 
2014 ·  
2015 ·  
2016 ·  
2017 · 
2018 · 
2019 · 
2020 · 
2021 · 
2022 · 
2023 ·
2024 ·
2025
2011 · 2012 · 2013 · 2014 · 2015 · 2016 · 2017 · 2018 · 2019 · 2020 · 2021 · 2022 · 2023 · 2024 · 2025
Tour Down Under · Great Ocean Road Race · Ronde van de Verenigde Arabische Emiraten · Omloop Het Nieuwsblad · Strade Bianche · Parijs-Nice · Tirreno-Adriatico · Milaan-San Remo · Ronde van Catalonië · Classic Brugge-De Panne · E3 Harelbeke · Gent-Wevelgem · Dwars door Vlaanderen · Ronde van Vlaanderen · Ronde van het Baskenland · Parijs-Roubaix · Amstel Gold Race · Waalse Pijl · Luik-Bastenaken-Luik · Ronde van Romandië · Eschborn-Frankfurt · Ronde van Italië · Ronde van Auvergne-Rhône-Alpes · Ronde van Zwitserland · Copenhagen Sprint · Ronde van Frankrijk · Clásica San Sebastián · Ronde van Polen · Cyclassics Hamburg · Renewi Tour · Ronde van Spanje · Bretagne Classic · GP van Québec · GP van Montréal · Ronde van Lombardije · Ronde van Guangxi